# یواس‌اس آرتمیس (ای‌کی‌ای-۲۱)
یواس‌اس آرتمیس (ای‌کی‌ای-۲۱) (به انگلیسی: USS Artemis (AKA-21)) یک کشتی بود که طول آن ۴۲۶ فوت (۱۳۰ متر) بود. این کشتی در سال ۱۹۴۴ ساخته شد.